# Promegantereon
Promegantereon — вимерлий рід махайродонтів з міоцену Європи.

## Опис
Скам'янілості Promegantereon були виявлені в Серро-де-лос-Батальонес, місцевості скам'янілостей пізнього міоцену поблизу Мадрида, Іспанія. Тварина мала висоту в плечі близько 58 сантиметрів, за розміром схожа на пантеру плямисту, але з більш пружним тілом. Форма його кінцівок свідчить про те, що він, можливо, був спритним альпіністом і міг полювати на відносно велику здобич завдяки своїм подовженим, сплюснутим верхнім іклам. За зовнішнім виглядом він був дуже схожий на Paramachairodus, тому вони часто вважаються одним і тим же родом. Однак через його більш примітивну морфологію, як свідчать Salesa et al. у 2002 році з поглибленим описом його анатомії Promegantereon ogygia вважається його власним родом і видом і тому має залишатися окремо від Paramachairodus.

## Палеоекологія
Здавалося, що промегантереон віддає перевагу відкритому лісовому середовищу, про що свідчать знахідки в Серро-де-лос-Батальонес, який є викопним родовищем валлезійського віку. Як хижак у Баталлонесі, він полював би на багатьох відносно великих травоїдних тварин того часу, а також на дитинчат набагато більших тварин.